# اندرسون کوپر °۳۶۰
اندرسون کوپر °۳۶۰ (انگلیسی: Anderson Cooper 360°) یک برنامه خبری آمریکایی با اجرای اندرسون کوپر، گوینده اخبار و روزنامه‌نگار، تولید شبکه سی‌ان‌ان است. برنامه به صورت زنده شبانگاه از نیویورک سیتی و در مواردی نیز از واشینگتن، دی.سی. پخش می‌شود.